# Chapelle Sainte-Thérèse-de-l'Enfant-Jésus de Châtillon
La chapelle Sainte-Thérèse-de-l'Enfant-Jésus était un lieu de culte catholique de la commune de Châtillon (Hauts-de-Seine). Elle était dédiée à sainte Thérèse de l'Enfant-Jésus et se trouve 5 impasse Hoche.

## Histoire et description
Elle a été consacrée en 1936 dans le cadre de l'œuvre des Chantiers du Cardinal.
La chapelle est dévolue par le diocèse en 1981 à la communauté catholique slovène.
Une statue de la sainte par Georges Saupique se trouvait à l'origine sur la façade de la chapelle. La façade à pignon est percée de quatre baies en forme de lancette encadrant une porte rectangulaire. Une baie à lancette surmonte la porte. Un avant-corps peu saillant orne l'axe central de la façade. 
Un toit en double bâtière couvre l'édifice.
Après plusieurs années d'abandon, la chapelle a été désacralisée et réhabilitée en 2013 en maison d'habitation particulière. À cette occasion, le clocher a été démoli ; seuls le volume extérieur ainsi que les baies vitrées ont été conservés. L'aspect de la façade a, depuis, été modifié en 2021 par l'ajout d'un bardage isolant.